# John de Warenne

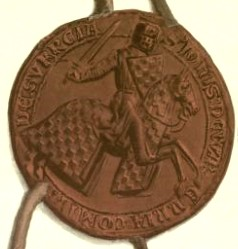
Sello de John de Warenne

John de Warenne (1231-29 de septiembre de 1304), VI conde de Surrey fue un importante noble durante los reinados de Enrique III y Eduardo I de Inglaterra. Durante su vida combatió en la segunda guerra de los Barones y en las guerras escocesas de Eduardo I.

## Orígenes familiares y juventud
Era hijo de William de Warenne, V conde de Surrey, y de Maud Marshal. Su madre era hija de William Marshall y viuda de Hugh Bigod, III conde de Norfolk. Por tanto, Roger Bigod, IV conde de Norfolk, era medio hermano suyo.
Warenne era aún niño cuando falleció su padre, recayendo la posición de tutor sobre Pedro II de Saboya. En 1247 contrajo matrimonio con Alice le Brun de Lusignan, hermanastra de Enrique III. Esto suscitó el resentimiento entre la nobleza inglesa, que no veía con buenos ojos el enlace entre un rico noble inglés y una advenediza sin alcurnia.
Durante los siguientes años, Warenne se introduciría en la corte inglesa, acompañando al futuro rey Eduardo en su viaje a Castilla para casarse con la infanta Leonor, hija de Fernando III.

## Trayectoria

### Guerras de los Barones
En los conflictos entre Enrique III y sus barones, Warenne se opuso inicialmente al plan inicial de los barones en mayo de 1258, pero capitularía más adelante y juraría las Provisiones de Oxford junto a otros nobles. En 1260 se unió a Simón V de Montfort, conde de Leicester, aunque en 1263 militaba nuevamente en el partido real. Tras la batalla de Lewes huyó al continente, donde permanecería durante un año. Volvería a Inglaterra, combatiendo en la campaña que culminó en la batalla de Evesham y en el sitio del castillo de Kenilworth.

### Gales y Escocia
En 1277, 1282 y 1283, Warenne tomó parte en las campañas galesas de Eduardo I. En 1282 fue nombrado señor de Bromfield y Yale en Gales. Después de esto, Warenne se dirigiría a Escocia, donde pasaría los siguientes años. Participó en las negociaciones de los tratados de Salisbury y Birgham y acompañó a Eduardo I en su primera invasión de Escocia, consiguiendo la brillante victoria de Dunbar.
El 22 de agosto de 1296, el rey Eduardo nombró a Warenne "Guardián del reino y la tierra de Escocia". Regresó a Inglaterra pocos meses después pretextando que el clima escocés perjudicaba seriamente su salud. La primavera siguiente William Wallace y Andrew de Moray se levantaron en armas, iniciando la guerra de independencia escocesa. Tras numerosos retrasos, Warenne dirigió un ejército al norte, donde fue derrotado por los escoceses de Wallace y Moray en Stirling Bridge.
Pese a todo, el rey mantuvo su confianza en Surrey, y le designó como capitán de la siguiente campaña, a comienzos de 1298. Consiguió levantar el asedio de Roxburgh y reconquistar Berwick, derrotando finalmente a los escoceses en Falkirk, que detuvo, al menos de momento, la lucha de los escoceses. Warenne falleció el 27 de septiembre de 1304 en Kennington, Surrey.

## Matrimonio y descendencia
Warenne y Alicia de Lusignan tendrían tres hijos:
- Eleanor de Warenne, que contrajo matrimonio con Henry Percy y sería la madre de Henry de Percy, I Baron Percy de Alnwick
- Isabella de Warenne, esposa de John Balliol, rey de Escocia, y madre de Edward Balliol
- William de Warenne, esposo de Joanna, hija de Robert de Vere, conde de Oxford; murió accidentalmente durante un torneo en diciembre de 1286; de este matrimonio nacería John de Warenne, VIII conde de Surrey que heredería el título de su abuelo.